# Rémiz du Soudan
Anthoscopus punctifrons
Espèce
Synonymes
- Aegithalus punctifrons Sundevall, 1850

Répartition géographique
Statut de conservation UICN

LC : Préoccupation mineure
La Rémiz du Soudan (Anthoscopus punctifrons) est une espèce de passereaux de la famille des Remizidae. Cette espèce vit au Sahel, du Sénégal au Soudan.

## Systématique
L'espèce Anthoscopus punctifrons a été décrite pour la première fois en 1850 par le zoologiste suédois Carl Jakob Sundevall (1801-1875) sous le protonyme Aegithalus punctifrons,.
Ce taxon porte en français les noms vernaculaires ou normalisés suivants : 
- Rémiz du Soudan[3] ;
- Rémiz à front ponctué[3].

## Publication originale
- (sv) Hr Sundevall, « Foglar från Nordöstra Afrika », Öfversigt af Kongl. Vetenskaps-Akademiens Förhandlingar, Stockholm, Inconnu, vol. 7, no 5,‎ 8 mai 1850, p. 125-133 (ISSN 1100-4622, OCLC 6303212, lire en ligne).